# Lindsay Kemp
Lindsay Kemp (Birkenhead, 3 de mayo de 1938–Livorno, 24 de agosto de 2018) fue un bailarín, actor, mimo, coreógrafo, escenógrafo y maestro británico. Es considerado el último mimo corporal del siglo XX.

## Biografía
Su padre era marinero y se perdió en el mar en 1940. Tuvo una hermana mayor, Norma, que bailaba claqué y hacía comedia física, pero que murió a los cinco años de meningitis.
Según Kemp, bailó desde la primera infancia:

Yo bailaba sobre la mesa de la cocina para entretener a los vecinos. Quiero decir, en South Shields era una novedad ver a un niño con maquillaje completo danzando en puntas de pie. Finalmente se empezó a poner un poco demasiado para mi madre, y cuando cumplí ocho años decidió enviarme a un internado, con la esperanza de que me inculcaran algo de sentido.
Lindsay Kemp

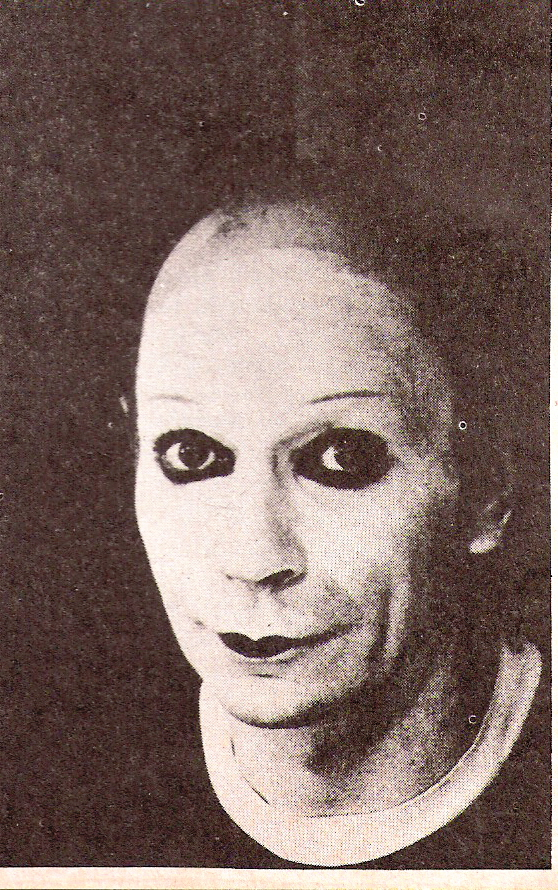
Lindsay Kemp en 1979

Su madre se mudó de South Shields e ingresó a Kemp en Bearwood College, una escuela para hijos de marinos mercantes, cerca de Wokingham. Más tarde se mudaron a Bradford (en Yorkshire), donde Kemp asistió a la escuela de artes Bradford Art College, y finalmente estudió danza con Hilde Holger y pantomima con el francés Marcel Marceau, en Londres. Representó el papel de la Reina, en la producción de Hamlet, realizada por la BBC para el cuarto centenario del nacimiento de William Shakespeare, que se filmó en el castillo de Elsinore en 1963, y fue protagonizada por Christopher Plummer.
En los años sesenta, formó su propia compañía de danza, Lindsay Kemp Company, y en 1968 atrajo la atención por primera vez, con una aparición en el Festival de Edimburgo, con su pieza Flowers, una mezcla de teatro no verbal, cabaré francés, humor y travestismo, inspirado en la novela Notre-Dame-des-Fleurs, de Jean Genet, y en el que participó el artista español Celestino Cororado.
Kemp y David Bowie fueron pareja sentimental durante cinco años, y por una infidelidad de Bowie con una vestuarista, Kemp intentó suicidarse sin éxito y luego se separaron. Años después, en agosto de 1972, fue el director y actuó en los conciertos Ziggy Stardust de Bowie, en el Rainbow Theatre de Londres, un espectáculo que mezclaba teatro y rock and roll, y, con Jack Birkett, apareció en el video promocional del sencillo John, I'm Only Dancing, dirigido por Mick Rock.
Durante los años setenta, fue un maestro popular e inspirador de la danza y la pantomima. Entre otros, Bowie, Peter Gabriel, Mia Farrow y Kate Bush recibieron clases de danza de Kemp.
En 1974, su obra Flowers, se presentó en Broadway y al estreno asistieron Andy Warhol, Jack Nicholson y Truman Capote. Entre sus principales colaboradores se encontraron Birkett (El Increíble Orlando), David Haughton, y el compositor de varios de sus espectáculos, Carlos Miranda.
En el cine destacan, un papel secundario en el cortometraje de Kate Bush, The Line, the Cross & the Curve (1994), un bailarín en Sebastiane de Derek Jarman (1976), un actor de cabaré en Jubilee (1977), una dama de la pantomima en Velvet Goldmine de Todd Haynes (1998) y el dueño de un pub, Alder MacGregor, en The Wicker Man de Anthony Shaffer (El hombre de mimbre, 1973).
En 1979, abandonó el Reino Unido y vivió en España, y luego en Italia. En España, Kemp y su compañía debutaron el 1 de diciembre de 1977 en el Teatre Romea de Barcelona con la obra Flowers. El 17 de agosto de 1982, en la Plaza Porticada de Santander, presentaron la obra Sueño de una noche de verano. Luego estuvieron con Flowers en 1985 y con Onnagata en 1992, en el Palacio de Festivales de Cantabria. Además, dirigió Madame Butterfly (2001), actuó en Elizabeth, el último baile (2005), en Los Cuentos de Hoffman (2007) y en Kemp Dances (2016). En Italia, en 2002, tenía una casa en Roma y otra en Todi.
Kemp aprendió a dibujar junto al artista británico David Hockney, en el Bradford Art College. En 1980, Kemp recibió la invitación del pintor surrealista español, Joan Miró para realizar una exposición en el museo Fundación Joan Miró de Barcelona, donde mostró sus dibujos acompañados de performances teatrales y películas. En 2016, realizó en Londres, The London Drawings, un espectáculo en el que dibujaba en directo delante del público, inspirado en la obra de Pablo Picasso.
Murió el 24 de agosto de 2018, a los 80 años en Livorno.

## Obra

### Teatro
- Pierrot in turquoise
- Flowers
- Salomé[20]
- Mr Punch's Pantomime[4]
- A Midsummer Night’s Dream (El sueño de una noche de verano)[4]
- Duende[4]
- Nijinskij[4]
- Alice[4]
- Cenerentola (Cinderella)[4]
- Facade
- The Big Parade[24]
- Alice[24]
- Onnagata
- Cinderella
- Varieté
- Dream dances
- 1975: Parades Gone By, para el Ballet Rambert[24]
- 1977: Cruel garden[24]
- 1983: Sogno di Nijinscky or Nijinscky il matto (‘el sueño de Nijinski o Nijinski el loco’)[24]
- 1992: Onnagata.
- 2001: Madame Butterfly.
- 2005: Elizabeth, el último baile.
- 2007: Los Cuentos de Hoffman.

### Filmografía
- 1970: The Vampire Lovers, como Jester.[1]
- 1972: Savage Messiah,[3] como Angus Corky.
- 1973: The Wicker Man,[3] como Alder MacGregor.
- 1974: The Stud, como Topstar.[1]
- 1976: Sebastiane,[3] como bailarín.
- 1977: Jubilee, como actor de cabaré.
- 1977: Valentino, como Mortician.[3]
- 1985: A Midsummer Night's Dream for TV,[3] como Puck.
- 1987: Cartoline italiane (‘postales italianas’).[3]
- 1993: The Line, the Cross & the Curve,[3] como guía.
- 1998: Velvet Goldmine,[3] como dama de pantomima.
- 2005 y 2006: invitado en el programa televisivo de espectáculos La mandrágora (Madrid).
- 2020: Lindsay Kemp Claudio Barontini. Drawings and photographs (documental de la exposición).[25][26]

## Reconocimientos
Tras la muerte de Kemp, la artista Nendie Pinto-Duschinsky, empezó a trabajar en el documental Lindsay Kemp's Last Dance, que muestra los últimos años de su trayectoria, viviendo en Japón, Reino Unido e Italia.
En 2018, se realizó en el Centro Arte Moderna e Contemporanea della Spezia, la exposición Lindsay Kemp Claudio Barontini. Disegni e fotografie, donde se mostraron imágenes inéditas sobre Kemp antes de su fallecimiento del fotógrafo italiano Claudio Barontini, así como dibujos realizados por Kemp, después de la década de 1980, gracias al impulso de Miró. Luego, esta exposición se convirtió en un cortometraje documental que se estrenó en 2020, realizado por Cristiana Cerrini.
En diciembre de 2021, se le dedicó la exposición: Sueño. Locura. Luz. La huella de Kemp en Cantabria, que tuvo lugar en la Biblioteca Central de Cantabria y en la que se exhibió la trayectoria de Kemp en España.

## Premio Lindsay Kemp
En 2019, Daniela Maccari y David Haughton, miembros de la Lindsay Kemp Company, lanzaron la primera edición del Premio Lindsay Kemp, con el objetivo de reconocer al mejor proyecto coreográfico de jóvenes bailarines de teatro-danza que represente la filosofía artística de Kemp. Se entrega dentro de la programación del Lunga Vita Festival que tiene lugar en Roma. La primera gandora de este premio fue la coreógrafa italiana Valeria Maria Lucchetti, por su pieza Olmaske.